# Campionati mondiali di sci alpino 2025
I Campionati mondiali di sci alpino 2025, 48ª edizione della manifestazione organizzata dalla Federazione internazionale sci e snowboard, si sono tenuti a Saalbach-Hinterglemm, in Austria, dal 4 al 16 febbraio. Sono stati assegnati i titoli di discesa libera, supergigante, slalom gigante, slalom speciale e combinata a squadre, sia maschili sia femminili, e della gara a squadre mista di parallelo.

## Assegnazione e impianti
La sede è stata decisa dal 52º congresso FIS il 2 ottobre 2020. La località austriaca ha ospitato per la seconda volta la manifestazione, dato che qui si disputarono i Campionati mondiali di sci alpino 1991, e si è imposta nella votazione sulla località svizzera Crans-Montana, alla quale sono stati assegnati in diversa sede i Mondiali 2027, e sulla località tedesca Garmisch-Partenkirchen.

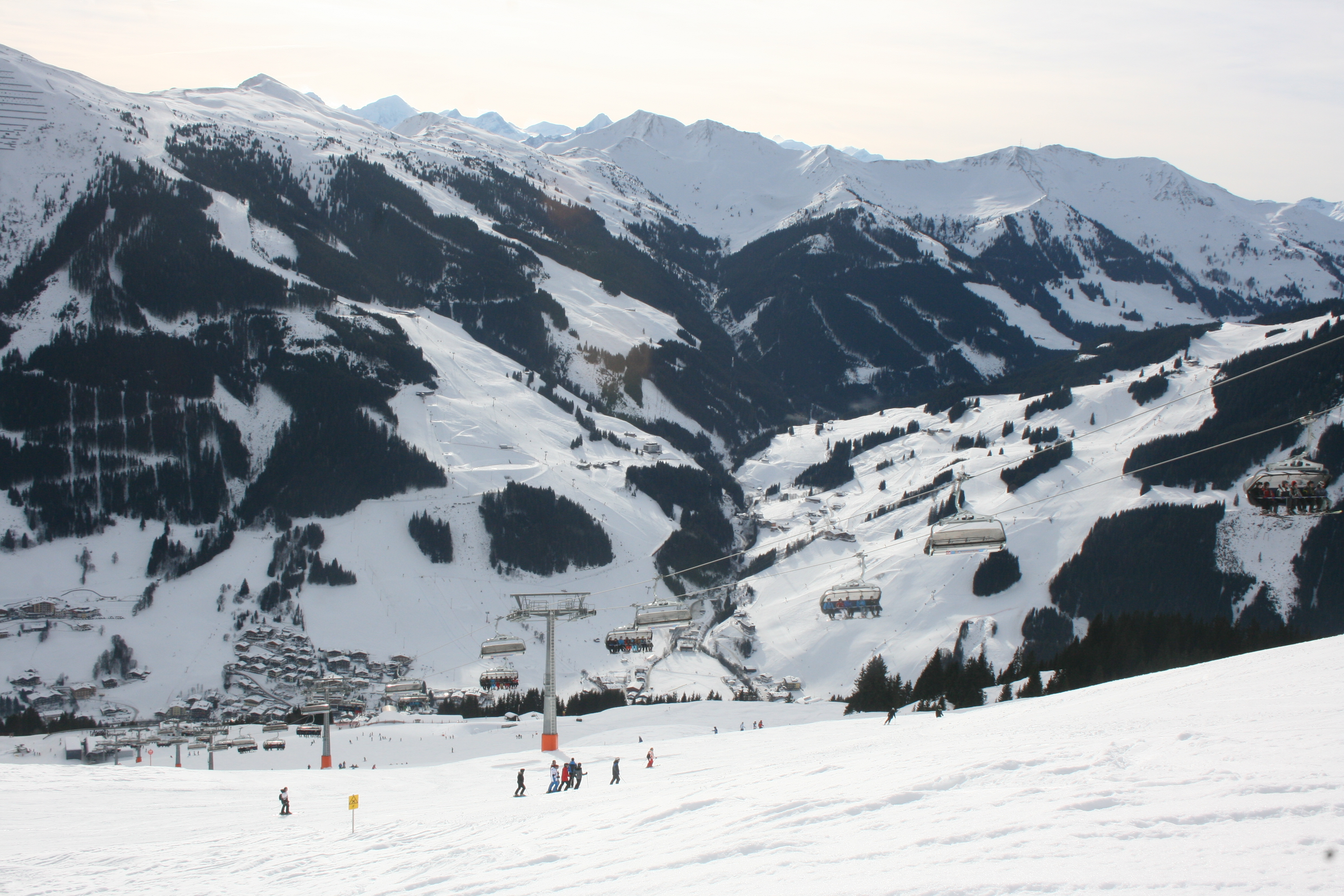
Le piste sciistiche di Hinterglemm

È stata la nona volta in cui i Mondiali di sci alpino vengono organizzati in Austria: le altre località sono state Innsbruck (nel 1933, nel 1936, nel 1964 e nel 1976), Bad Gastein (nel 1958), Schladming (nel 1982 e nel 2013), Sankt Anton am Arlberg (nel 2001) e la stessa Saalbach-Hinterglemm nel 1991. Per la prima volta sono state inserite in calendario gare di combinata a squadre, una maschile e una femminile, specialità introdotta in occasione dei Campionati mondiali juniores di sci alpino 2024.
Sede di gara è stata la pista Zwölfer, nei suoi due tracciati Ulli Maier (discesa libera, supergigante e slalom speciale femminili, slalom speciale maschile) e Schneekristall (discesa libera, supergigante, slalom gigante maschili, slalom gigante femminile, parallelo a squadre).
In seguito all'invasione russa dell'Ucraina del 2022, gli atleti russi e bielorussi sono stati esclusi dalle competizioni.

## Risultati

### Uomini

#### Discesa libera
| Pos. | Atleta                   | Nazione     | Tempo   |
| ---- | ------------------------ | ----------- | ------- |
| 1    | Franjo von Allmen        | Svizzera    | 1:40,68 |
| 2    | Vincent Kriechmayr       | Austria     | 1:40,92 |
| 3    | Alexis Monney            | Svizzera    | 1:40,99 |
| 4    | Dominik Paris            | Italia      | 1:41,13 |
| 5    | Marco Odermatt           | Svizzera    | 1:41,34 |
| 6    | Adrian Smiseth Sejersted | Norvegia    | 1:41,51 |
| 7    | Daniel Hemetsberger      | Austria     | 1:41,59 |
| 8    | Justin Murisier          | Svizzera    | 1:41,97 |
| 9    | Stefan Babinsky          | Austria     | 1:41,99 |
| 10   | Nils Allègre             | Francia     | 1:42,02 |
| 10   | Bryce Bennett            | Stati Uniti | 1:42,02 |

Data: 9 febbraio

Ore: 11:30 (UTC+1)

Pista: Schneekristall

Partenza: 1984 m s.l.m.

Arrivo: 1072 m s.l.m.

Lunghezza: 2918 m

Dislivello: 912 m

Porte: 35

Tracciatore: Hannes Trinkl (FIS)

#### Supergigante
| Pos. | Atleta                   | Nazione     | Tempo   |
| ---- | ------------------------ | ----------- | ------- |
| 1    | Marco Odermatt           | Svizzera    | 1:24,57 |
| 2    | Raphael Haaser           | Austria     | 1:25,57 |
| 3    | Adrian Smiseth Sejersted | Norvegia    | 1:25,72 |
| 4    | Vincent Kriechmayr       | Austria     | 1:25,77 |
| 5    | Fredrik Møller           | Norvegia    | 1:25,79 |
| 6    | Stefan Babinsky          | Austria     | 1:25,87 |
| 7    | Ryan Cochran-Siegle      | Stati Uniti | 1:25,88 |
| 7    | Dominik Paris            | Italia      | 1:25,88 |
| 9    | Stefan Rogentin          | Svizzera    | 1:26,25 |
| 10   | Jeffrey Read             | Canada      | 1:26,56 |

Data: 7 febbraio

Ore: 11.30 (UTC+1)

Pista: Schneekristall

Partenza: 1791 m s.l.m.

Arrivo: 1072 m s.l.m.

Lunghezza: 2341 m

Dislivello: 719 m

Porte: 46

Tracciatore: Sepp Brunner (Austria)

#### Slalom gigante
| Pos. | Atleta               | Nazione  | Tempo   |
| ---- | -------------------- | -------- | ------- |
| 1    | Raphael Haaser       | Austria  | 2:39,71 |
| 2    | Thomas Tumler        | Svizzera | 2:39,94 |
| 3    | Loïc Meillard        | Svizzera | 2:40,22 |
| 4    | Marco Odermatt       | Svizzera | 2:40,29 |
| 5    | Marco Schwarz        | Austria  | 2:40,49 |
| 6    | Thibaut Favrot       | Francia  | 2:40,54 |
| 7    | Timon Haugan         | Norvegia | 2:40,71 |
| 8    | Henrik Kristoffersen | Norvegia | 2:40,73 |
| 9    | Luca De Aliprandini  | Italia   | 2:40,74 |
| 10   | Atle Lie McGrath     | Norvegia | 2:40,93 |

Data: 14 febbraio

Pista: Schneekristall

Partenza: 1511 m s.l.m.

Arrivo: 1061 m s.l.m.

Dislivello: 450 m

1ª manche:

Ore: 9:45 (UTC+1)

Porte:57

Tracciatore: Martin Kroisleitner (Austria)

2ª manche:

Ore: 13:15 (UTC+1)

Porte: 60

Tracciatore: Helmut Krug (Svizzera)

#### Slalom speciale
| Pos. | Atleta           | Nazione     | Tempo   |
| ---- | ---------------- | ----------- | ------- |
| 1    | Loïc Meillard    | Svizzera    | 1:54,02 |
| 2    | Atle Lie McGrath | Norvegia    | 1:54,28 |
| 3    | Linus Straßer    | Germania    | 1:54,54 |
| 4    | Manuel Feller    | Austria     | 1:54,81 |
| 5    | Timon Haugan     | Norvegia    | 1:54,91 |
| 6    | Dave Ryding      | Regno Unito | 1:55,53 |
| 7    | Steven Amiez     | Francia     | 1:55,58 |
| 8    | Dominik Raschner | Austria     | 1:55,63 |
| 9    | Tanguy Nef       | Svizzera    | 1:55,71 |
| 10   | Samuel Kolega    | Croazia     | 1:55,84 |

Data: 16 febbraio

Pista: Ulli Maier

Partenza: 1279 m s.l.m.

Arrivo: 1061 m s.l.m.

Dislivello: 218 m

1ª manche:

Ore: 9:45 (UTC+1)

Porte:68

Tracciatore: Ola Masdal (Norvegia)

2ª manche:

Ore: 13:15 (UTC+1)

Porte: 65

Tracciatore: Kévin Page (Francia)

#### Combinata a squadre
| Pos. | Nazione       | Atleti                                | Tempo   |
| ---- | ------------- | ------------------------------------- | ------- |
| 1    | Svizzera I    | Franjo von Allmen Loïc Meillard       | 2:42,38 |
| 2    | Svizzera II   | Alexis Monney Tanguy Nef              | 2:42,65 |
| 3    | Svizzera IV   | Stefan Rogentin Marc Rochat           | 2:42,81 |
| 4    | Stati Uniti I | Ryan Cochran-Siegle Benjamin Ritchie  | 2:43,07 |
| 5    | Austria II    | Daniel Hemetsberger Fabio Gstrein     | 2:43,18 |
| 6    | Italia II     | Florian Schieder Tobias Kastlunger    | 2:43,31 |
| 7    | Italia III    | Mattia Casse Stefano Gross            | 2:43,45 |
| 8    | Germania      | Simon Jocher Linus Straßer            | 2:43,58 |
| 9    | Norvegia II   | Adrian Smiseth Sejersted Timon Haugan | 2:43,68 |
| 10   | Francia IV    | Matthieu Bailet Victor Muffat Jeandet | 2:43,86 |

Data: 12 febbraio

1ª manche:

Ore: 10:00 (UTC+1)

Pista: Schneekristall

Partenza: 1984 m s.l.m.

Arrivo: 1072 m s.l.m.

Lunghezza: 2918 m

Dislivello: 912 m

Porte: 35

Tracciatore: Hannes Trinkl (FIS)

2ª manche:

Ore: 13:15 (UTC+1)

Pista: Ulli Maier

Partenza: 1279 m s.l.m.

Arrivo: 1061 m s.l.m.

Dislivello: 218 m

Porte: 

Tracciatore: Niclas Kjelsli (Norvegia)

### Donne

#### Discesa libera
| Pos. | Atleta            | Nazione     | Tempo   |
| ---- | ----------------- | ----------- | ------- |
| 1    | Breezy Johnson    | Stati Uniti | 1:41,29 |
| 2    | Mirjam Puchner    | Austria     | 1:41,44 |
| 3    | Ester Ledecká     | Rep. Ceca   | 1:41,50 |
| 4    | Cornelia Hütter   | Austria     | 1:41,63 |
| 5    | Lauren Macuga     | Stati Uniti | 1:41,67 |
| 6    | Emma Aicher       | Germania    | 1:41,77 |
| 7    | Corinne Suter     | Svizzera    | 1:41,91 |
| 8    | Nicol Delago      | Italia      | 1:42,05 |
| 9    | Stephanie Venier  | Austria     | 1:42,28 |
| 10   | Federica Brignone | Italia      | 1:42,48 |

Data: 8 febbraio

Ore: 11:30 (UTC+1)

Pista: Ulli Maier

Partenza: 1833 m s.l.m.

Arrivo: 1072 m s.l.m.

Lunghezza: 2940 m

Dislivello: 761 m

Porte: 36

Tracciatore: Alberto Senigagliesi (FIS)

#### Supergigante
| Pos. | Atleta             | Nazione     | Tempo   |
| ---- | ------------------ | ----------- | ------- |
| 1    | Stephanie Venier   | Austria     | 1:20,47 |
| 2    | Federica Brignone  | Italia      | 1:20,57 |
| 3    | Kajsa Vickhoff Lie | Norvegia    | 1:20,71 |
| 3    | Lauren Macuga      | Stati Uniti | 1:20,71 |
| 5    | Sofia Goggia       | Italia      | 1:20,77 |
| 6    | Emma Aicher        | Germania    | 1:20,99 |
| 7    | Ester Ledecká      | Rep. Ceca   | 1:21,10 |
| 8    | Lara Gut-Behrami   | Svizzera    | 1:21,17 |
| 9    | Elena Curtoni      | Italia      | 1:21,23 |
| 10   | Cornelia Hütter    | Austria     | 1:21,38 |

Data: 6 febbraio

Ore: 11:30 (UTC+1)

Pista: Ulli Maier

Partenza: 1656 m s.l.m.

Arrivo: 1072 m s.l.m.

Lunghezza: 2100 m

Dislivello: 584 m

Porte: 41

Tracciatore: Alexander Hödlmoser (Stati Uniti)

#### Slalom gigante
| Pos. | Atleta                  | Nazione       | Tempo   |
| ---- | ----------------------- | ------------- | ------- |
| 1    | Federica Brignone       | Italia        | 2:22,71 |
| 2    | Alice Robinson          | Nuova Zelanda | 2:23,61 |
| 3    | Paula Moltzan           | Stati Uniti   | 2:25,33 |
| 4    | Thea Louise Stjernesund | Norvegia      | 2:25,34 |
| 5    | Lara Gut-Behrami        | Svizzera      | 2:25,39 |
| 6    | Sara Hector             | Svezia        | 2:25,59 |
| 7    | Lara Colturi            | Albania       | 2:26,21 |
| 8    | Zrinka Ljutić           | Croazia       | 2:26,25 |
| 9    | Lena Dürr               | Germania      | 2:26,27 |
| 10   | Britt Richardson        | Canada        | 2:26,60 |

Data: 13 febbraio

Pista: Schneekristall

Partenza: 1459 m s.l.m.

Arrivo: 1061 m s.l.m.

Dislivello: 398 m

1ª manche:

Ore: 9:45 (UTC+1)

Porte:53

Tracciatore: Pauli Gut (Svizzera)

2ª manche:

Ore: 13:15 (UTC+1)

Porte: 54

Tracciatore: Žan Špilar (Stati Uniti)

#### Slalom speciale
| Pos. | Atleta                | Nazione     | Tempo   |
| ---- | --------------------- | ----------- | ------- |
| 1    | Camille Rast          | Svizzera    | 1:58,00 |
| 2    | Wendy Holdener        | Svizzera    | 1:58,46 |
| 3    | Katharina Liensberger | Austria     | 1:59,32 |
| 4    | Paula Moltzan         | Stati Uniti | 1:59,34 |
| 5    | Mikaela Shiffrin      | Stati Uniti | 1:59,37 |
| 6    | Andreja Slokar        | Slovenia    | 1:59,53 |
| 7    | Katharina Truppe      | Austria     | 2:00,03 |
| 8    | Lena Dürr             | Germania    | 2:00,45 |
| 9    | Zrinka Ljutić         | Croazia     | 2:00,73 |
| 10   | Marion Chevrier       | Francia     | 2:01,11 |

Data: 15 febbraio

Pista: Ulli Maier

Partenza: 1279 m s.l.m.

Arrivo: 1061 m s.l.m.

Dislivello: 218 m

1ª manche:

Ore: 9:45 (UTC+1)

Porte: 75

Tracciatore: Klaus Mayrhofer (Austria)

2ª manche:

Ore: 13:15 (UTC+1)

Porte: 73

Tracciatore: Sascha Sorio (Svezia)

#### Combinata a squadre
| Pos. | Nazione        | Atlete                               | Tempo   |
| ---- | -------------- | ------------------------------------ | ------- |
| 1    | Stati Uniti I  | Breezy Johnson Mikaela Shiffrin      | 2:40,89 |
| 2    | Svizzera I     | Lara Gut-Behrami Wendy Holdener      | 2:41,28 |
| 3    | Austria III    | Stephanie Venier Katharina Truppe    | 2:41,42 |
| 4    | Stati Uniti II | Lauren Macuga Paula Moltzan          | 2:41,53 |
| 5    | Austria I      | Mirjam Puchner Katharina Liensberger | 2:41,58 |
| 6    | Austria II     | Cornelia Hütter Katharina Huber      | 2:41,64 |
| 7    | Svizzera II    | Corinne Suter Camille Rast           | 2:41,65 |
| 8    | Italia III     | Nicol Delago Marta Rossetti          | 2:41,82 |
| 9    | Slovenia       | Ilka Štuhec Andreja Slokar           | 2:41,97 |
| 10   | Stati Uniti IV | Jacqueline Wiles Katie Hensien       | 2:42,44 |

Data: 11 febbraio

1ª manche:

Ore: 10:00 (UTC+1)

Pista: Ulli Maier

Partenza: 1833 m s.l.m.

Arrivo: 1072 m s.l.m.

Lunghezza: 2940 m

Dislivello: 761 m

Porte: 36

Tracciatore: Alberto Senigagliesi (FIS)

2ª manche:

Ore: 13:15 (UTC+1)

Pista: Ulli Maier

Partenza: 1279 m s.l.m.

Arrivo: 1061 m s.l.m.

Dislivello: 218 m

Porte: 

Tracciatore: Roberto Lorenzi (Italia)

### Misto
| Pos. | Nazione  | Atleti                                                                                       |
| ---- | -------- | -------------------------------------------------------------------------------------------- |
| 1    | Italia   | Giorgia Collomb Lara Della Mea Filippo Della Vite Alex Vinatzer                              |
| 2    | Svizzera | Delphine Darbellay Wendy Holdener Luca Aerni Thomas Tumler                                   |
| 3    | Svezia   | Estelle Alphand Sara Hector Fabian Ax Swartz Kristoffer Jakobsen Lisa Nyberg William Hansson |

Data: 4 febbraio

Ore: 15:15 (UTC+1)

Pista: Schneekristall

Partenza: 1166 m s.l.m.

Arrivo: 1061 m s.l.m.

Dislivello: 105 m

Porte: 19

Tracciatore: Markus Mayr (FIS)

#### Torneo
La gara a squadre consiste in una competizione di parallelo tra rappresentative nazionali composte da quattro atleti, due sciatori e due sciatrici, che si affrontano a due a due sul percorso di gara. Ai vincitori spetta un punto; in caso entrambe le squadre ottengano due punti, passa il turno la squadra che ha ottenuto il miglior tempo stabilito sommando le migliori prestazioni maschili e femminili. 
|  | Ottavi di finale | Ottavi di finale |             |   | Quarti di finale          | Quarti di finale          |  |  | Semifinali | Semifinali |  |  | Finale | Finale |
|  |                  |                  |             |   |                           |                           |  |  |            |            |  |  |        |        |
|  |                  |                  |             |   |                           |                           |  |  |            |            |  |  |        |        |
|  |                  |                  |             |   |                           |                           |  |  |            |            |  |  |        |        |
|  | Svizzera         | -                |             |   |                           |                           |  |  |            |            |  |  |        |        |
|  | Svizzera         | -                |             |   |                           |                           |  |  |            |            |  |  |        |        |
|  | bye              | -                |             |   |                           |                           |  |  |            |            |  |  |        |        |
|  | bye              | -                | Svizzera    | 2 |                           |                           |  |  |            |            |  |  |        |        |
|  |                  |                  | Svizzera    | 2 |                           |                           |  |  |            |            |  |  |        |        |
|  |                  | Germania         | 2           |   |                           |                           |  |  |            |            |  |  |        |        |
|  | Germania         | Germania         | 2           | 4 |                           |                           |  |  |            |            |  |  |        |        |
|  | Germania         |                  |             | 4 |                           |                           |  |  |            |            |  |  |        |        |
|  | Slovenia         | 0                |             |   |                           |                           |  |  |            |            |  |  |        |        |
|  | Slovenia         | 0                | Svizzera    | 2 |                           |                           |  |  |            |            |  |  |        |        |
|  |                  |                  | Svizzera    | 2 |                           |                           |  |  |            |            |  |  |        |        |
|  |                  | Stati Uniti      | 2           |   |                           |                           |  |  |            |            |  |  |        |        |
|  | Stati Uniti      | Stati Uniti      | 2           | 3 |                           |                           |  |  |            |            |  |  |        |        |
|  | Stati Uniti      |                  |             | 3 |                           |                           |  |  |            |            |  |  |        |        |
|  | Polonia          | 1                |             |   |                           |                           |  |  |            |            |  |  |        |        |
|  | Polonia          | 1                | Stati Uniti | 3 |                           |                           |  |  |            |            |  |  |        |        |
|  |                  |                  | Stati Uniti | 3 |                           |                           |  |  |            |            |  |  |        |        |
|  |                  | Norvegia         | 1           |   |                           |                           |  |  |            |            |  |  |        |        |
|  | Norvegia         | Norvegia         | 1           | 3 |                           |                           |  |  |            |            |  |  |        |        |
|  | Norvegia         |                  |             | 3 |                           |                           |  |  |            |            |  |  |        |        |
|  | Argentina        | 1                |             |   |                           |                           |  |  |            |            |  |  |        |        |
|  | Argentina        | 1                | Svizzera    | 2 |                           |                           |  |  |            |            |  |  |        |        |
|  |                  |                  | Svizzera    | 2 |                           |                           |  |  |            |            |  |  |        |        |
|  |                  | Italia           | 2           |   |                           |                           |  |  |            |            |  |  |        |        |
|  | Italia           | Italia           | 2           | 4 |                           |                           |  |  |            |            |  |  |        |        |
|  | Italia           |                  |             | 4 |                           |                           |  |  |            |            |  |  |        |        |
|  | Ucraina          | 0                |             |   |                           |                           |  |  |            |            |  |  |        |        |
|  | Ucraina          | 0                | Italia      | 3 |                           |                           |  |  |            |            |  |  |        |        |
|  |                  |                  | Italia      | 3 |                           |                           |  |  |            |            |  |  |        |        |
|  |                  | Francia          | 1           |   |                           |                           |  |  |            |            |  |  |        |        |
|  | Francia          | Francia          | 1           | 4 |                           |                           |  |  |            |            |  |  |        |        |
|  | Francia          |                  |             | 4 |                           |                           |  |  |            |            |  |  |        |        |
|  | Gran Bretagna    | 0                |             |   |                           |                           |  |  |            |            |  |  |        |        |
|  | Gran Bretagna    | 0                | Italia      | 2 |                           |                           |  |  |            |            |  |  |        |        |
|  |                  |                  | Italia      | 2 |                           |                           |  |  |            |            |  |  |        |        |
|  |                  | Svezia           | 2           |   | Finale per il terzo posto | Finale per il terzo posto |  |  |            |            |  |  |        |        |
|  | Svezia           | Svezia           | 2           | 3 | Finale per il terzo posto | Finale per il terzo posto |  |  |            |            |  |  |        |        |
|  | Svezia           |                  |             | 3 |                           |                           |  |  |            |            |  |  |        |        |
|  | Rep. Ceca        | 1                |             |   |                           |                           |  |  |            |            |  |  |        |        |
|  | Rep. Ceca        | 1                | Svezia      | 2 | Stati Uniti               | 1                         |  |  |            |            |  |  |        |        |
|  |                  |                  | Svezia      | 2 | Stati Uniti               | 1                         |  |  |            |            |  |  |        |        |
|  |                  | Austria          | 2           |   | Svezia                    | 3                         |  |  |            |            |  |  |        |        |
|  | Austria          | Austria          | 2           | - | Svezia                    | 3                         |  |  |            |            |  |  |        |        |
|  | Austria          |                  |             | - |                           |                           |  |  |            |            |  |  |        |        |
|  | bye              | -                |             |   |                           |                           |  |  |            |            |  |  |        |        |
|  | bye              | -                |             |   |                           |                           |  |  |            |            |  |  |        |        |

## Medagliere per nazioni
| Pos. | Nazione       | Oro | Argento | Bronzo | Totale |
| ---- | ------------- | --- | ------- | ------ | ------ |
| 1    | Svizzera      | 5   | 5       | 3      | 13     |
| 2    | Austria       | 2   | 3       | 2      | 7      |
| 3    | Italia        | 2   | 1       | 0      | 3      |
| 4    | Stati Uniti   | 2   | 0       | 2      | 4      |
| 5    | Norvegia      | 0   | 1       | 2      | 3      |
| 6    | Nuova Zelanda | 0   | 1       | 0      | 1      |
| 7    | Germania      | 0   | 0       | 1      | 1      |
| 7    | Rep. Ceca     | 0   | 0       | 1      | 1      |
| 7    | Svezia        | 0   | 0       | 1      | 1      |